# Banjo Paterson
Andrew Barton Paterson (Orange, 17. veljače 1864. – Sydney, 5. veljače 1941.) je bio australski pjesnik, novinar i pisac. Paterson je obilježio rano razdoblje australske književnosti te se danas smatra jednim od najznačajnijih australskih pisaca u povijesti. Tijekom života je pisao uglavnom pjesme o australskom životu, fokusirajući se posebno na ruralne dijelove, posebice krajolik oko mjesta Binalong, gdje je proveo većinu svoga djetinjstva. Među njegova najznačajnija djela spadaju pjesme "Waltzing Matilda", "The Man from Snowy River" i "Clancy of the Overflow". 
Pseudonim "The Banjo" uzeo je 1885. godine kada je počeo objavljivati poeziju u časopisu The Bulletin, a nastao je prema imenu njegova najdražeg konja. 